# Виды рода Рябчик
- Список составлен на основе данных сайта The Plant List[1].
- Знаком × отмечены виды, имеющие гибридное происхождение.
- Синонимика видов в данном списке не приводится.

| A B C D E F G H I J K L M N O P R S T U V W Y Z |

## A
- Fritillaria acmopetala Boiss. — Рябчик иглолепестный
- Fritillaria affinis (Schult. & Schult.f.) Sealy — Рябчик родственный
- Fritillaria agrestis Greene — Рябчик полевой
- Fritillaria alburyana Rix — Рябчик Олбюри
- Fritillaria alfredae Post — Рябчик Альфреды
- Fritillaria amabilis Koidz. — Рябчик приятный, или Рябчик прелестный
- Fritillaria amana (Rix) R.Wallis & R.B.Wallis — Рябчик аманский
- Fritillaria anhuiensis S.C.Chen & S.F.Yin — Рябчик аньхойский
- Fritillaria ariana (Losinsk. & Vved.) Rix — Рябчик арианский
- Fritillaria assyriaca Baker — Рябчик ассирийский
- Fritillaria atrolineata Bakhshi Khan. — Рябчик тёмно-линейный
- Fritillaria atropurpurea Nutt. — Рябчик тёмно-пурпурный
- Fritillaria aurea Schott — Рябчик золотистый
- Fritillaria ayakoana Maruy. & Naruh. — Рябчик Аяко

## B
- Fritillaria baskilensis Behcet — Рябчик баскильский
- Fritillaria biflora Lindl. — Рябчик двухцветковый
- Fritillaria bithynica Baker — Рябчик вифинский
- Fritillaria brandegeei Eastw. — Рябчик Брандеги
- Fritillaria bucharica Regel — Рябчик бухарский
- Fritillaria byfieldii Özhatay & Rix — Рябчик Байфилда

## C
- Fritillaria camschatcensis (L.) Ker Gawl. — Рябчик камчатский
- Fritillaria carica Rix — Рябчик карийский
- Fritillaria caucasica Adam — Рябчик кавказский
- Fritillaria chlorantha Hausskn. & Bornm. — Рябчик зелёноцветковый
- Fritillaria chlororhabdota Bakhshi Khan. — Рябчик зелёнополосый
- Fritillaria cirrhosa D.Don — Рябчик усатый
- Fritillaria collina Adam — Рябчик холмовой, или Рябчик жёлтый
- Fritillaria conica Boiss. — Рябчик конический
- Fritillaria crassicaulis S.C.Chen — Рябчик толстостебельный
- Fritillaria crassifolia Boiss. & A.Huet — Рябчик толстолистный

## D
- Fritillaria dagana Turcz. — Рябчик дагана
- Fritillaria dajinensis S.C.Chen — Рябчик даджинский
- Fritillaria davidii Franch. — Рябчик Давида
- Fritillaria davisii Turrill — Рябчик Дэвиса
- Fritillaria delavayi Franch. — Рябчик Делавэя
- Fritillaria drenovskii Degen & Stoj. — Рябчик Дреновского
- Fritillaria dzhabavae A.P.Khokhr. — Рябчик Джабавы

## E
- Fritillaria eastwoodiae R.M.Macfarl. — Рябчик Иствуд
- Fritillaria eduardii A.Regel ex Regel — Рябчик Эдуарда
- Fritillaria ehrhartii Boiss. & Orph. — Рябчик Эрхарта
- Fritillaria elwesii Boiss. — Рябчик Элвеса
- Fritillaria epirotica Turrill ex Rix — Рябчик эпирский
- Fritillaria euboeica Rix — Рябчик эвбейский

## F
- Fritillaria falcata (Jeps.) D.E.Beetle — Рябчик серповидный
- Fritillaria fleischeriana Steud. & Hochst. ex Schult. & Schult.f. — Рябчик Флейшеров
- Fritillaria forbesii Baker — Рябчик Форбса
- Fritillaria frankiorum R.Wallis & R.B.Wallis — Рябчик Франков
- Fritillaria fusca Turrill — Рябчик бурый

## G
- Fritillaria gentneri Gilkey — Рябчик Гентнера
- Fritillaria gibbosa Boiss. — Рябчик вздутый
- Fritillaria glauca Greene — Рябчик сизый
- Fritillaria graeca Boiss. & Spruner — Рябчик греческий
- Fritillaria grandiflora Grossh. — Рябчик крупноцветковый
- Fritillaria gussichiae (Degen & Dörfl.) Rix — Рябчик Гусих
- Fritillaria hermonis Fenzl ex Klatt — Рябчик хермонский

## I
- Fritillaria imperialis L. — Рябчик императорский
- Fritillaria involucrata All. — Рябчик покрывальный, или Рябчик прицветниковый, или Рябчик обёртковый

## J
- Fritillaria japonica Miq. — Рябчик японский

## K
- Fritillaria kaiensis Naruh. — Рябчик каиский
- Fritillaria karelinii (Fisch. ex D.Don) Baker — Рябчик Карелина
- Fritillaria kittaniae Sorger — Рябчик Киттани
- Fritillaria koidzumiana Ohwi — Рябчик Коидзуми
- Fritillaria kotschyana Herb. — Рябчик Кочи
- Fritillaria kurdica Boiss. & Noë — Рябчик курдский

## L
- Fritillaria lagodechiana Kharkev. — Рябчик лагодехский
- Fritillaria latakiensis Rix — Рябчик латакийский
- Fritillaria latifolia Willd. — Рябчик широколистный
- Fritillaria legionensis Llamas & J.Andrés — Рябчик леонский
- Fritillaria liliacea Lindl. — Рябчик лилейный
- Fritillaria lusitanica Wikstr. — Рябчик лузитанский

## M
- Fritillaria macedonica Bornm. — Рябчик македонский
- Fritillaria macrocarpa Coss. ex Batt.
- Fritillaria maximowiczii Freyn — Рябчик Максимовича
- Fritillaria meleagris L. — Рябчик шахматный
- Fritillaria meleagroides Patrin ex Schult. & Schult.f. — Рябчик шахматновидный, или Рябчик малый
- Fritillaria messanensis Raf. — Рябчик мессинский
- Fritillaria michailovskyi Fomin — Рябчик Михайловского
- Fritillaria micrantha A.Heller — Рябчик мелкоцветковый
- Fritillaria milasensis Teksen & Aytaç — Рябчик милясский
- Fritillaria minima Rix — Рябчик наименьший
- Fritillaria minuta Boiss. & Noë — Рябчик крошечный
- Fritillaria monantha Migo — Рябчик одноцветковый
- Fritillaria montana Hoppe ex W.D.J.Koch — Рябчик горный
- Fritillaria mughlae Teksen & Aytaç — Рябчик муглийский
- Fritillaria muraiana Ohwi — Рябчик Мураи
- Fritillaria mutabilis Kamari — Рябчик изменчивый

## O
- Fritillaria obliqua Ker Gawl. — Рябчик косой
- Fritillaria ojaiensis Davidson — Рябчик оджайский
- Fritillaria olgae Vved. — Рябчик Ольги
- Fritillaria olivieri Baker — Рябчик Оливье
- Fritillaria oranensis Pomel — Рябчик оранский
- Fritillaria orientalis Adam — Рябчик восточный, или Рябчик тоненький

## P
- Fritillaria pallidiflora Schrenk — Рябчик бледноцветковый, или Рябчик бледноцветный
- Fritillaria pelinaea Kamari — Рябчик пелинеонский
- Fritillaria persica L. — Рябчик персидский
- Fritillaria pinardii Boiss. — Рябчик Пинара
- Fritillaria pinetorum Davidson — Рябчик сосновых лесов
- Fritillaria pluriflora Torr. ex Benth. — Рябчик многоцветковый
- Fritillaria pontica Wahlenb. — Рябчик понтийский
- Fritillaria przewalskii Maxim. ex Batalin. — Рябчик Пржевальского
- Fritillaria pudica (Pursh) Spreng. — Рябчик скромный
- Fritillaria purdyi Eastw. — Рябчик Парди
- Fritillaria pyrenaica L. — Рябчик пиренейский

## R
- Fritillaria raddeana Regel — Рябчик Радде
- Fritillaria recurva Benth. — Рябчик изогнутый
- Fritillaria regelii Losinsk. — Рябчик Регеля
- Fritillaria reuteri Boiss. — Рябчик Рейтера
- Fritillaria rhodia A.Hansen — Рябчик родосский
- Fritillaria rhodocanakis Orph. ex Baker — Рябчик родоканакис
- Fritillaria rixii Zaharof — Рябчик Рикса
- Fritillaria ruthenica Wikst. — Рябчик русский

## S
- Fritillaria serpenticola (Rix) Teksen & Aytaç
- Fritillaria sewerzowii Regel — Рябчик Северцова
- Fritillaria shikokiana Naruh. — Рябчик сикокианский
- Fritillaria sibthorpiana (Sm.) Baker — Рябчик Сибторпов
- Fritillaria sichuanica S.C.Chen — Рябчик сычуаньский
- Fritillaria sinica S.C.Chen — Рябчик китайский
- Fritillaria skorpili Velen. — Рябчик Шкорпила
- Fritillaria sonnikovae Shaulo & Erst
- Fritillaria spetsiotica Kamari
- Fritillaria sporadum Kamari — Рябчик спорадский
- Fritillaria stenanthera (Regel) Regel — Рябчик узкопыльниковый
- Fritillaria straussii Bornm. — Рябчик Штраусса
- Fritillaria striata Eastw.
- Fritillaria stribrnyi Velen. — Рябчик Стршибрного

## T
- Fritillaria taipaiensis P.Y.Li — Рябчик тайпаньшаньский
- Fritillaria theophrasti Kamari & Phitos — Рябчик Теофраста
- Fritillaria thunbergii Miq. — Рябчик Тунберга
- Fritillaria × tokushimensis Akasawa, Katayama & T.Naito — Рябчик токусиманский
- Fritillaria tortifolia X.Z.Duan & X.J.Zheng
- Fritillaria tubiformis Gren. & Godr. — Рябчик трубковидный

## U
- Fritillaria unibracteata P.K.Hsiao & K.C.Hsia
- Fritillaria usuriensis Maxim. — Рябчик уссурийский
- Fritillaria uva-vulpis Rix — Рябчик лисьеягодный

## V
- Fritillaria verticillata Willd. — Рябчик мутовчатый
- Fritillaria viridea Kellogg
- Fritillaria viridiflora Post — Рябчик зелёноцветковый

## W
- Fritillaria walujewii Regel — Рябчик Валуева
- Fritillaria whittallii Baker — Рябчик Уиттола

## Y
- Fritillaria yuminensis X.Z.Duan — Рябчик юминьский
- Fritillaria yuzhongensis G.D.Yu & Y.S.Zhou